# Francisco Sarabia International Airport
Francisco Sarabia International Airport är en flygplats i Mexiko.   Den ligger i kommunen Torreón och delstaten Coahuila, i den centrala delen av landet, 800 km nordväst om huvudstaden Mexico City. Francisco Sarabia International Airport ligger 1 124 meter över havet.
Terrängen runt Francisco Sarabia International Airport är platt åt nordost, men åt sydväst är den kuperad. Runt Francisco Sarabia International Airport är det ganska tätbefolkat, med 214 invånare per kvadratkilometer. Närmaste större samhälle är Torreón, 2,8 km söder om Francisco Sarabia International Airport. Omgivningarna runt Francisco Sarabia International Airport är i huvudsak ett öppet busklandskap.